# Консервативная коалиция
Консервати́вная коали́ция (англ. Conservative coalition) — неофициальная коалиция членов Конгресса США, объединявшая консервативное большинство Республиканской партии и консервативное (в основном южное) крыло Демократической партии. По словам американского историка Джеймса Т. Паттерсона, консервативные конгрессмены объединились против растущего влияния федеральной власти и бюрократии, дефицитного финансирования расходов бюджета, профсоюзов и увеличения программ социального обеспечения. «Они стремились сохранить Америку, которая, по их мнению, существовала до 1933 года».
Коалиция доминировала в Конгрессе с 1937 по 1963 год и оставалась влиятельной политической силой до середины 1990-х годов, когда в Конгрессе осталось слишком мало консервативных демократов. После республиканской революции 1994 года оставшиеся в Конгрессе консервативные демократы сформировали Коалицию синей собаки.
Консервативная коалиция не всегда была единой по законопроектам о гражданских правах. Так, один из влиятельных участников коалиции, лидер сенатского меньшинства республиканец Эверетт Дирксен объединился с президентом Линдоном Джонсоном, чтобы голосами северных республиканцев и либеральных демократов принять Закон о гражданских правах 1964 года. Тем не менее, коалиция имела достаточно сил, чтобы не допустить нежелательные законопроекты даже к голосованию. В коалицию входили многие председатели комитетов с Юга, которые блокировали законопроекты, не сообщая о них из своих комитетов. Кроме того, Говард Смит, председатель Комитета по регламенту Палаты представителей, часто мог «убить» законопроект, просто не сообщив о нём с благоприятным правилом; он потерял часть этой власти в 1961 году. Консервативная коалиция почти не занималась внешней политикой, поскольку большинство южных демократов были интернационалистами, в то время как большинство республиканцев до 1950-х годов больше склонялись к изоляционизму.

## История
Основная статья: Консервативный манифест
В 1936 году президент Франклин Д. Рузвельт уверенно добился переизбрания на второй срок, победив своего оппонента-республиканца Альфреда Лэндона в 46 штатов из 48. На парламентских выборах демократы тоже выступили очень удачно. На сессии Конгресса 1937 года у республиканцев было только 17 сенаторов (из общего числа 96) и 88 конгрессменов (из общего числа 435). Учитывая подавляющее большинство своей партии, Рузвельт решил, что сможет преодолеть оппозицию своей либеральной политике «Нового курса» со стороны консервативного большинства Верховного суда, которое признало неконституционными ряд мероприятий «Нового курса». Рузвельт предложил расширить размер суда с девяти до пятнадцати человек, что позволило бы ему сделать судьями шесть своих сторонников.
Однако у демократов, в первую очередь южных, помимо либеральной фракции, имелась и консервативная. На Юге было как много сторонников Рузвельта и его «Нового курса», так и много противников, консерваторов, выступавших против расширения полномочий федеральной власти и за фискальный консерватизм. Среди их лидеров были сенаторы из Виргинии Гарри Бёрд и Картер Гласс и вице-президент Джон Нэнс Гарнер из Техаса. В декабре 1937 года сенатор-демократ Джозайя Бэйли из Северной Каролины выпустил «Консервативный манифест», который содержал консервативные философские принципы. Автор документа призывал к сбалансированному федеральному бюджету, правам штата и прекращению насилия и принуждения со стороны профсоюзов. Было распространено более 100 000 экземпляров «Консервативного манифеста», и это стало поворотным пунктом в плане поддержки Конгрессом законодательства «Нового курса».

### Атака на либеральную политику
Противодействие законопроекту о реорганизации судебной власти, предложенного Рузвельтом в 1937 году, возглавил Хаттон Самнерс, член Палаты представителей от демократов и председатель Судебного комитета Палаты. Самнерс отказался одобрить законопроект, активно разбирая его в своём комитете, чтобы заблокировать расширение Верховного суда. Встретив такую жёсткую оппозицию в палате, администрация организовала принятие законопроекта в Сенате. Республиканцы в Конгрессе решили промолчать по этому вопросу, тем самым лишив либеральных демократов в Конгрессе, выступающих за законопроект, возможность использовать их в качестве объединяющей силы. Республиканцы затем наблюдали со стороны, как консервативные демократы раскололи партию в Сенате, после многочисленных откладываний слушаний в Сенате, в конечном итоге провалили рузвельтовский законопроект.
На напряжённых выборах в Конгресс 1938 года республиканцы добились успехов в обеих палатах, завоевав 23 места в Сенате (из общего числа 96) и 169 мест в Палате представителей (из общего числа 435). После этого консервативные демократы и республиканцы в обеих палатах Конгресса часто голосовали вместе по основным экономическим вопросам, тем самым отвергая многие предложения либеральных демократов. Закон о справедливых условиях труда 1938 года был последним крупным законом «Нового курса», который Рузвельту удалось принять в качестве закона. Конфиденциальный анализ британского министерства иностранных дел ситуации в сенатском комитете по иностранным делам в апреле 1943 года показал, что, хотя в комитете было 15 демократов, семь республиканцев и один независимый, благодаря консервативному альянсу только 12 из 23 членов комитета поддержали политику Рузвельта. Несколько либеральных мер, таких как закон о минимальной заработной плате, удалось принять только, когда Консервативная коалиция распалась.

### После Нового курса
Некоторые инфраструктурные законопроекты получали поддержку консерваторов, а финансирование строительства новых магистралей было одобрено как при Рузвельте, так и при президенте-республиканце Дуайте Эйзенхауэре; Эйзенхауэр также расширил масштабы строительства социального жилья. Хотя такие либеральные успехи действительно имели место, они часто требовали длительных переговоров между фракциями, контролирующими различные комитеты палаты, и заключения компромиссов. Ввиду того, что консерваторы оказывали сильное влияние на повестку дня Палаты представителей через Комитет по регламенту и угрожали возможными обструкциями в Сенате, некоторые либеральные инициативы, такие как программа медицинского страхования, были остановлены. Амбициозная программа либеральных реформ в духе «Нового курса» президента-демократа Гарри Трумэна, «Справедливый курс», в 1949–1951 годах не была реализована из-за позиции консервативного большинства в Конгрессе, за исключением тех случаев когда либералам удавалось расколоть консервативную коалицию, как это было, например, в случае с социальным жильём.
В период своего расцвета в 1940-х и 1950-х годах самым влиятельным республиканским лидером коалиции был сенатор Роберт Тафт из Огайо; ведущими демократами в коалиции были сенатор Ричард Рассел-младший из Джорджии и конгрессмены Говард Смит из Виргинии и Карл Винсон из Джорджии. Хотя коалиция обычно голосовала вместе по городским и трудовым вопросам, она нередко разделялись по другим экономическим вопросам, таким как фермерские и западные проблемы (такие как вода). Консервативные южные демократы обычно выступали за высокие правительственные расходы на сельские нужды, и в этом городские и либеральные демократы поддерживали их, в то время как республиканцы были против. По этой причине голосов демократов обычно было достаточно для прохождения фермерских программ, тогда как по трудовым вопросам консерваторы голосовали вместе. По вопросам внешней политики коалиция обычно разделялась. До Второй мировой войны большинство, хотя и не все, консервативных республиканцев были сторонниками невмешательства, не желая ввязываться в европейскую, как они считали войну, в то время как большинство, хотя и не все, южных консерваторов были интервенционистами, высутпаяза помощь Британии в её борьбе с нацистскую Германию. После войны меньшинство консервативных республиканцев во главе с Тафтом выступали против военных альянсов с другими нациями, особенно с НАТО, в то время как большинство южных демократов выступали за такие альянсы.
В послевоенный период президенты-республиканцы часто обязаны своими законодательными победами специальным коалициям между консервативными республиканцами и консервативными южными демократами. С другой стороны, либеральное крыло Демократической партии (представленнок в основном северными городами), как правило, объединялось с республиканцами запада и севера, чтобы принимать собственные законопроекты.

### Упадок и конец
При президенте Линдоне Джонсоне, который хорошо знал внутреннюю работу Конгресса, либеральные демократы вместе с консервативными и либеральными республиканцами во главе с лидером меньшинства в Сенате Эвереттом Дирксеном добились принятия Закона о гражданских правах 1964 года. Хотя среди республиканцев около 80 % (среди демократов 60 %) проголосовали за этот законопроект, кандидат в президенты от Республиканской партии 1964 года Барри Голдуотер (сенатор от Аризоны) голосовал против; до своей президентской кампании Голдуотер поддерживал законодательство о гражданских правах, но выступал против Закона о гражданских правах 1964 года как неконституционного, полагая, что частные лица имеют право выбирать, с кем они будут заниматься бизнесом. Республиканская партия потерпела тяжёлое поражение на выборах 1964 года, но восстановила свои позиции в Конгрессе на выборах 1966 года, а в 1968 году взяла реванш и на президентских выборах, добившись избрания президентом Ричарда Никсона. С 1954 и по 1980 год республиканцы составляли меньшинство в обеих палатах Конгресса, но большую часть этого времени они сотрудничали с консервативными демократами, что позволяло им фактически держать под контролем законотворческий процесс.
В 1968 году республиканец Никсон и уроженец Юга Джордж Уоллес, бывший демократ, победили почти во всех штатах так называемого «Монолитного юга», много лет считавшегося бастионом Демократической партии. Исключением стал Техас, отдавший победу кандидату демократов Хьюберту Хамфри. Но уже в 1972 году Техас проголосовал за переизбрание Никсоном. С тех пор «Монолитный юг» лишь трижды поддержал на президентском уровне демократов, в 1976, 1992 и 1996 годах, когда кандидатами от демократов были южане Джимми Картер и Билл Клинтон. Однако до 1990-х годов на большинстве региональных и местных выборов по-прежнему доминировали демократы; многие из них стали республиканцами только после того, как эта партия получила большинство в Конгрессе в 1995 году.
С помощью «Южной стратегии» 1970-х годов и «Республиканской революции» 1994 года республиканцы взяли под контроль большинство консервативных южных округов, заменив многих консервативных демократов республиканцами. Некоторые конгрессмены-демократы сменили партию. Всё это привело к резкому сокращению числа южных демократов в Конгрессе и консервативная коалиция постепенно пришла в упадок, её эра в американской истории закончилась. Однако многие консервативные демократы продолжали служить в Конгрессе до 2010 года.

## Основные участники
- Гарнер, Джон Нэнс — демократ, Техас; член Палаты представителей (1903—1933), 44-й Спикер Палаты представителей (1931—1933), 32-й вице-президент (1933—1941).
- Бейли, Джозайя Уильям — демократ, Северная Каролина; сенатор (1931—1946).
- Брикер, Джон Уильям — республиканец, Огайо; сенатор (1947—1959).
- Бёрд, Гарри (старший) — демократ, Виргиния; сенатор (1933—1965).
- Бёрд, Роберт — демократ, Западная Виргиния; сенатор (1959—2010).
- Дирксен, Эверетт[англ.] — республиканец, Иллинойс; член Палаты представителей (1933—1949), сенатор (1951—1969).
- Голдуотер, Барри Моррис — республиканец, Аризона; сенатор (1953—1965 и 1969—1987).
- Рассел, Ричард (младший) — демократ, Джорджия; сенатор (1933—1971).
- Смит, Говард Ворт — демократ, Виргиния; член Палаты представителей (1931—1967).
- Тафт, Роберт Альфонсо — республиканец, Огайо; сенатор (1939—1953).
- Термонд, Стром — демократ (с 1964 — республиканец), Южная Каролина; сенатор (1954—2003).
- Винсон, Карл — демократ, Джорджия; член Палаты представителей (1914—1965).